# Campeonato Europeo de Rugby League 1979
El Campeonato Europeo de Rugby League de 1979 fue la vigésima edición del principal torneo europeo de Rugby League.

## Equipos
- Francia
- Gales
- Inglaterra

## Posiciones
| Equipo     | Encuentros | Encuentros | Encuentros | Encuentros | Tantos  | Tantos    | Tantos     | Puntos |
| Equipo     | jugados    | ganados    | empatados  | perdidos   | a favor | en contra | diferencia | Puntos |
| ---------- | ---------- | ---------- | ---------- | ---------- | ------- | --------- | ---------- | ------ |
| Inglaterra | 2          | 2          | 0          | 0          | 27      | 13        | +14        | 4      |
| Francia    | 2          | 1          | 0          | 1          | 21      | 20        | +1         | 2      |
| Gales      | 2          | 0          | 0          | 2          | 15      | 30        | -15        | 0      |

Nota: Se otorgan 2 puntos al equipo que gane un partido, 1 al que empate y 0 al que pierda.
|  | Campeón |

## Resultados
| 4 de febrero | Francia | 15 - 8 | Gales |  |  |

| 16 de marzo | Inglaterra | 15 - 7 | Gales |  |  |

| 24 de marzo | Inglaterra | 12 - 6 | Francia |  |  |

| Bandera de Inglaterra |
| Campeón Inglaterra    |
| Décimo título         |